# VK Proton
VK Proton (ryska: волейбольный клуб Протон) är en volleybollklubb (damer) från Balakovo, Ryssland. Klubben grundades 1990. Fram tills 1997 kallades klubben Sinjj Ptica och sedan fram till 2009 Balakovskaja AES. Laget vann  ryska cupen 1999 och nådde final i CEV Challenge Cup 2005. 